# Olios albertius
Olios albertius är en spindelart som beskrevs av Embrik Strand 1913. Olios albertius ingår i släktet Olios och familjen jättekrabbspindlar. Inga underarter finns listade i Catalogue of Life.